# Anna Enocsson
Anna Enocsson, née le 18 mars 1971, est une coureuse cycliste suédoise spécialiste de VTT cross-country. Elle arrête la compétition à la fin de l'année 2007.

## Résultats en VTT cross-country

### Championnats du monde
- Championnats du monde de VTT marathon 2005
  - 4e

### Coupe du monde
- Coupe du monde de cross-country marathon
  - 2005 : 3e du classement général, vainqueur de 2 manches
  - 2006 : 6e du classement général

### Championnats de Suède
- Championne de Suède de cross-country (3) : 2001, 2002, 2004
- Championne de Suède de cross-country marathon (1) : 2005